# Figeac
Figeac är en stad och kommun i departementet Lot i regionen Occitanien i sydvästra Frankrike. Kommunen är chef-lieu för 2 kantoner som tillhör arrondissementet Figeac. År 2022 hade Figeac 9 757 invånare. Kommunen är sous-préfecture i departementet Lot i Quercy i Occitanien.

## Kultur
Jean-François Champollion föddes i Figeac. Han var den första att översätta hieroglyfer. På «Place des écritures» ligger en enorm kopia av Rosettastenen, av Joseph Kosuth. Louis Malles film Lacombe Lucien från 1974 är filmad i staden.

## Befolkningsutveckling
Antalet invånare i kommunen Figeac
| Referens: INSEE |